# Campeonato de España de Montaña en Ruta
Los Campeonatos de España de Montaña en Ruta se organizaron anualmente desde el año 1940 a 1977 para determinar el campeón ciclista de España de cada año, en la modalidad. 
El título se otorgaba al vencedor de una única carrera en ciclismo en ruta, que contaba con diversas dificultades montañosas (puertos o cotas), por ello no debe confundirse con el Campeonato de España de Ciclismo de Montaña. En la competición podían participar tanto corredores profesionales como   independientes.

## Palmarés
| Año  | Primero                    | Segundo              | Tercero              |
| 1940 | Fermín Trueba              | Martín Abadía        | Federico Ezquerra    |
| 1941 | Fermín Trueba              | Federico Ezquerra    | Martín Mancisidor    |
| 1942 | Fermín Trueba              | Julián Berrendero    | José Bejarano        |
| 1943 | no se disputó              | no se disputó        | no se disputó        |
| 1944 | Fermín Trueba              | Miguel Casas         | Federico Ezquerra    |
| 1945 | Dalmacio Langarica         | Fermín Trueba        | Martín Mancisidor    |
| 1946 | Dalmacio Langarica         | Fermín Trueba        | José Gutiérrez       |
| 1947 | Miguel Poblet              | Francisco Masip      | Miguel Gual          |
| 1948 | Miguel Poblet              | Bernardo Ruiz        | Miguel Gual          |
| 1949 | Miguel Poblet              | José Serra           | Francisco Masip      |
| 1950 | Emilio Rodríguez           | Bernardo Ruiz        | Antonio Gelabert     |
| 1951 | no se disputó              | no se disputó        | no se disputó        |
| 1952 | Antonio Gelabert           | Emilio Rodríguez     | José Serra           |
| 1953 | Francisco Masip            | Bernardo Ruiz        | Vicente Iturat       |
| 1954 | Jesús Loroño               | Manolo Rodríguez     | Hortensio Vidaurreta |
| 1955 | Francisco Alomar           | José Mateo           | Francisco Masip      |
| 1956 | Carmelo Morales            | Hortensio Vidaurreta | Francisco Masip      |
| 1957 | Antonio Jiménez            | René Marigil         | Juan Santiago        |
| 1958 | Bernardo Ruiz              | Gabriel Company      | Aniceto Utset        |
| 1959 | Federico Martín Bahamontes | Juan Campillo        | Emilio Cruz          |
| 1960 | Antonio Jiménez            | Ángel Rodríguez      | Benigno Aspuru       |
| 1961 | Juan Manuel Menéndez       | José Bernárdez       | Antonio Jiménez      |
| 1962 | Julio Jiménez              | Roberto Morales      | José Antonio Momeñe  |
| 1963 | Esteban Martín             | Julio Jiménez        | Emilio Cruz          |
| 1964 | Joaquim Galera             | Antonio Tous         | Sebastián Elorza     |
| 1965 | Julio Jiménez              | Luis Otaño           | Joaquim Galera       |
| 1966 | Valentín Uriona            | Carlos Echeverría    | Gregorio San Miguel  |
| 1967 | Miguel Mari Lasa           | Ginés García         | José Pérez-Francés   |
| 1968 | Gregorio San Miguel        | Gabino Ereñozaga     | Ventura Díaz         |
| 1969 | Miguel Mari Lasa           | Gabriel Mascaró      | José Antonio Momeñe  |
| 1970 | no se disputó              | no se disputó        | no se disputó        |
| 1971 | Miguel Mari Lasa           | Domingo Perurena     | Pedro Torres         |
| 1972 | Miguel Mari Lasa           | Eduardo Castelló     | José Luis Uribezubia |
| 1973 | Santiago Lazcano           | Domingo Perurena     | Antonio Martos       |
| 1974 | José Pesarrodona           | Domingo Perurena     | Luis Balagué         |
| 1975 | Txomin Perurena            | Santiago Lazcano     | José Luis Abilleira  |
| 1976 | José Nazabal               | Andrés Oliva         | Juan Pujol           |
| 1977 | Andrés Oliva               | Ismael Lejarreta     | Gonzalo Aja          |